# Tuinwijk (Groningen)
De Tuinwijk is een wijk in Groningen die dateert uit het interbellum. Ze ligt ten noorden van het stadscentrum, ingeklemd tussen Paddepoel, Selwerd en de Noorderplantsoenbuurt. De grens van de wijk loopt vanaf het Noorderstation via de spoorlijn tussen de Dierenriemstraat en de Bessemoerstraat door naar de Wilgenlaan, dan via de Magnoliastraat tussen de Studentenlaan en Kastanjelaan door terug naar het Noorderstation. De wijk heeft typische tuindorp-kenmerken. Ze is gebouwd in een gebied waar eeuwenlang moestuinen voor de verbouw van groenten voor de stadjers lagen.
De Tuinwijk bestaat uit twee deelgebieden, gescheiden door de Moesstraat: de Concordiabuurt en de Studentenbuurt. Ze hebben elk een heel eigen sfeer. De Tuinwijk biedt huisvesting aan een gevarieerd geheel van bewoners, waaronder veel gezinnen en studenten.

## Geschiedenis
De Moesstraat is in de 17e eeuw aangelegd als verlengde van de weg die liep vanaf de stadspoort in de Oude Boteringestraat naar de noordwestkant van de stad waar toen, op de vruchtbare uitloper van de Hondsrug, al veel moestuinen lagen.. Toen deze steeds meer bebouwd werden, bleven de moestuinen buiten de vesting, de plek waar nu de Noorderplantsoenbuurt en de Tuinwijk liggen, over. Officieel behoorde dit stuk van de Moesstraat niet tot de stad Groningen. Er werd zelfs een apart dialect gesproken, het leek niet op hetStadsgronings, maar op het Hogelandsters. De straat buiten de vestingwerken had toen al een dorpskarakter. Er waren meerdere cafés, zoals 'De Zoutkamp' en 'De Tuinbouw'. In café De Tuinbouw werd de verhuur van de tuinderijen langs de Moesstraat geregeld. 
De stadjers kwamen nauwelijks in de Moesstraat, de tuinders (moeskers) brachten hun producten zelf in de stad aan de man. Met name de tuindersvrouwen, gekleed in lange zwarte rokken met een wit schort en zwarte kralen om de hals, kwamen dan met een door een bok getrokken groentekar de stad in. De hele straat behield in de 18e en grotendeels de 19e eeuw het dorpse karakter. De enige aanleiding voor stadjers om er toch te komen was het feit dat de straat deel uitmaakte van een soort wandelroute, die in de Bessemoersteeg (nu Bessemoerstraat) begon en (vanaf 1827 om de Noorderbegraafplaats heen) doorliep tot aan de Moesstraat. Sinds 1834 kon men de tocht voortzetten langs het zogenaamde Studentenpad. In dat jaar werd een strook land van de Moesstraat tot aan het Selwerderdiepje aan de stad geschonken om daar dit wandelpad aan te leggen. Het dorpse karakter van de Moesstraat veranderde na 1880. In 1883 werd de spoorlijn naar Delfzijl aangelegd en in 1906 verrees de rooms-katholieke Heilige Hartkerk met klooster en schoolgebouwen aan de Moesstraat.
De Tuinwijk werd in hoofdzaak gebouwd tussen 1917 en 1940. Het eerste complex aan de Radijsstraat-noordzijde werd door een particuliere investeerder gebouwd in 1917/1918. Daarna zette de Christelijke woningstichting Patrimonium, in het kader van de nog vrij nieuwe woningwet uit 1901, in 1920 een groot complex aan de Radijstraat Zuidzijde. Kort daarop, tussen 1922 en 1926, bouwde de socialistische woningcorporatie Samenwerking (later In, nu Lefier) de Studentenbuurt. In dezelfde tijd werd door de katholieke woningcorporatie Concordia (nu De Huismeesters), die was opgericht door de pastoor van de Heilige Hartkerk in de Moesstraat, de Concordiabuurt gebouwd. Rond 1939/1940 werd de wijk afgemaakt door particuliere investeerders, die complexen bouwden langs de Mutua Fidesstraat en de Klaas de Vriezestraat.

## Renovatie

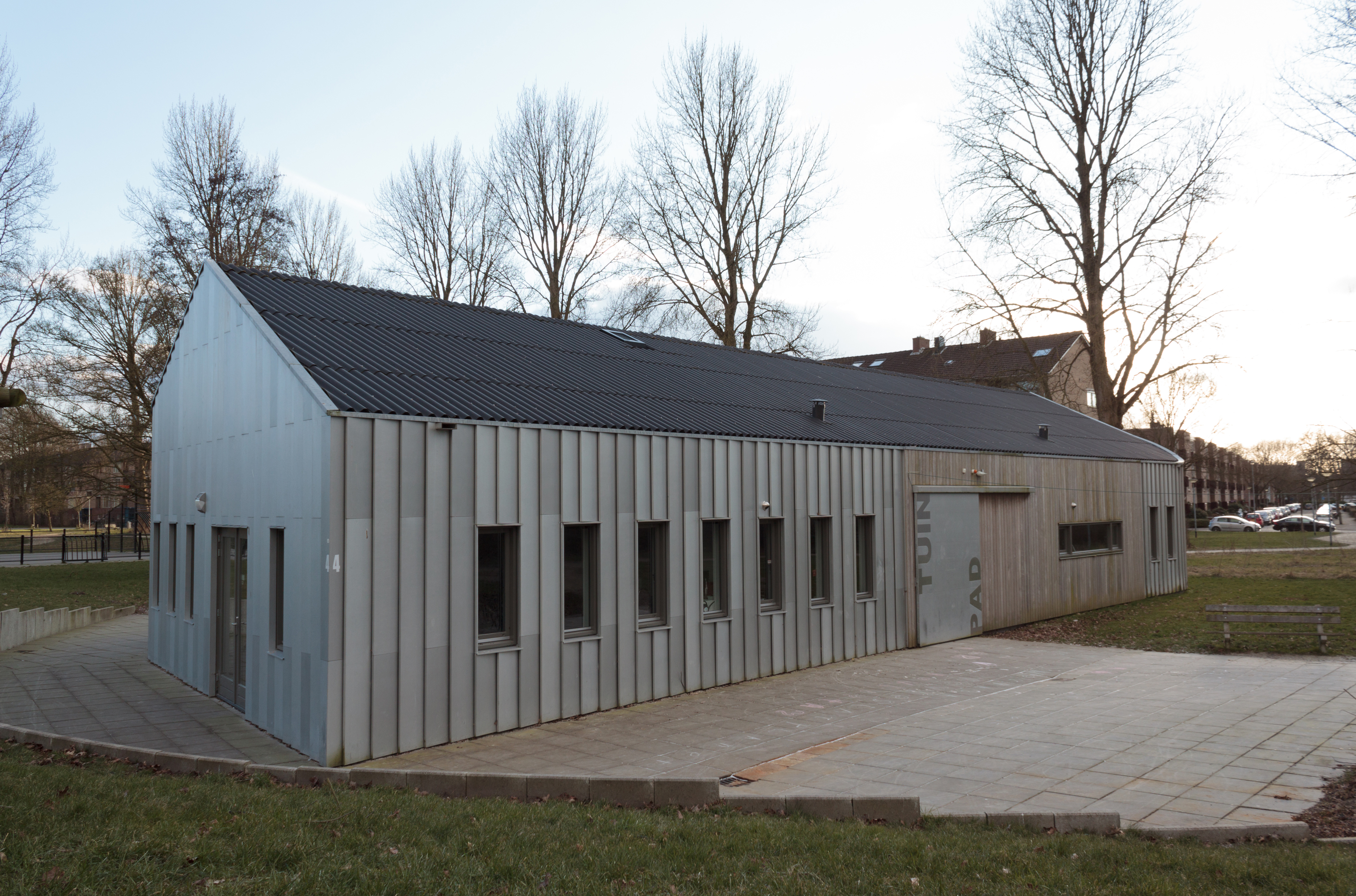
Buurtcentrum TuinPad

In 1960 vatte het gemeentebestuur het plan op om de hele wijk te slopen, wat er wegens de woningnood niet van kwam. Wel liep vanaf 1964 de wijk nogal leeg, omdat veel bewoners naar de omringende nieuwe wijken Paddepoel en Selwerd vertrokken. In 1975 besloot het toenmalige gemeentebestuur, onder leiding van Max van den Berg, de Tuinwijk niet te slopen, maar te renoveren. Patrimonium renoveerde als eerste het complex aan de Radijsstraat in 1975. Daarna volgde de Studentenbuurt en de Concordiabuurt. In 1980 waren deze renovaties klaar.
In 2007 is de Studentenbuurt opnieuw gerenoveerd, waarbij meerdere beneden- en bovenwoningen samengevoegd werden, en in februari 2011 is de renovatie van de Concordiabuurt afgerond.
Aan de Bessemoerstraat verrees in 1980 een buurtcentrum, dat sindsdien meerdere keren werd uitgebreid en in 2008 gefuseerde met Buurtcentrum Sonde 2000 tot Buurtcentrum TuinPad.

## Straten in de Tuinwijk

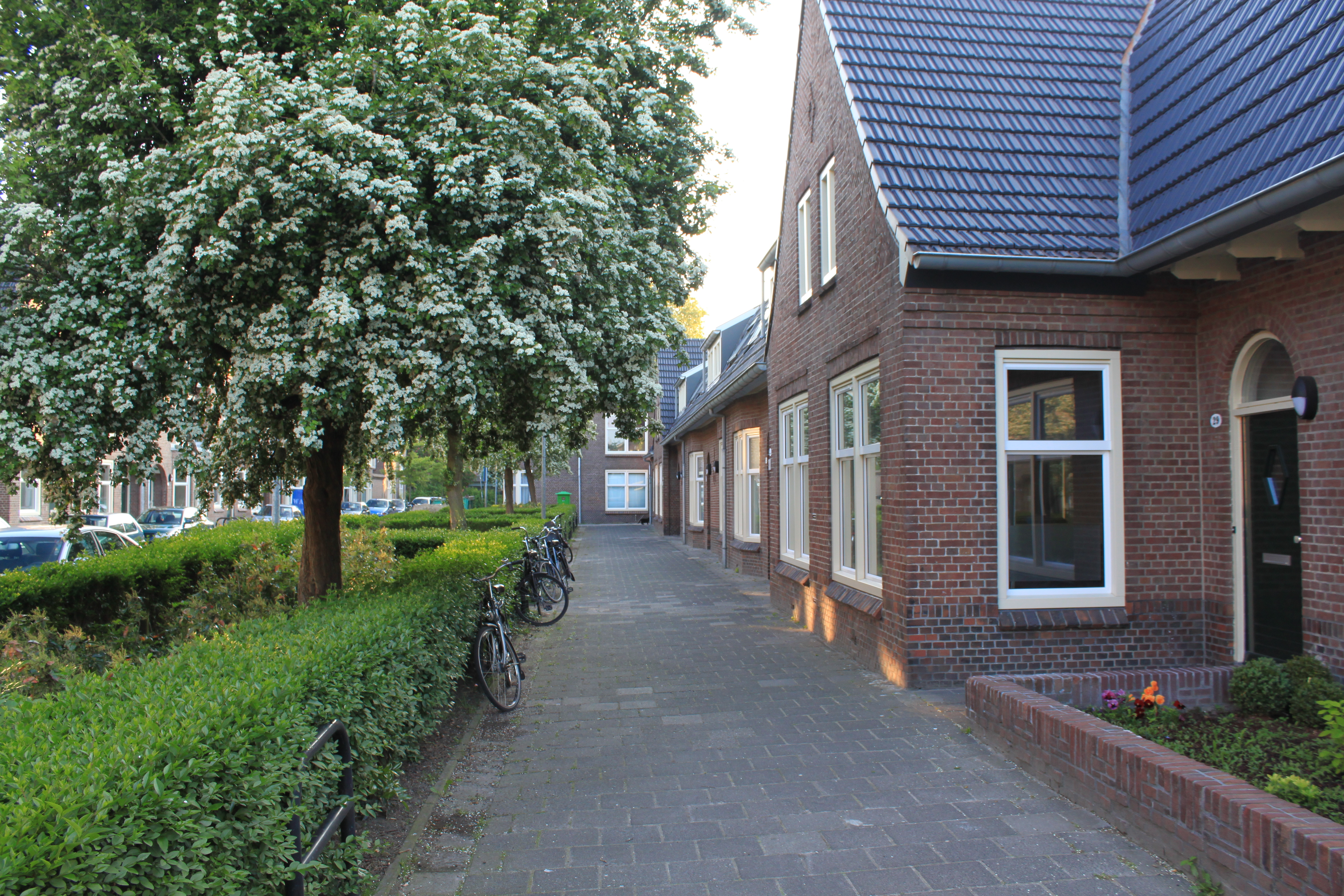
De Fruitstraat in de Concordiabuurt

Veel straatnamen in deze wijk hebben betrekking op tuinproducten (Concordiabuurt) of het Groninger studentenleven (Studentenbuurt). Midden door de Concordiabuurt loopt de Concordiastraat die aan deze buurt haar naam  heeft meegegeven. In het oostelijke gedeelte van de wijk ligt de Studentenbuurt met de straatnamen Studentenlaan, Magna Petestraat, Mutua Fidesstraat en Vindicatstraat. Ze verwijzen naar het zogenoemde studentenpad, een pad om de Noorderbegraafplaats waar studenten plachten te flaneren.

### Straten
| - Bessemoerstraat - Concordiastraat - Flankeurspoort - Fruitstraat - K. de Vriezestraat - Maga Petestraat - Magnoliastraat |  | - Moesstraat - Mutua Fidesstraat - Ooftstraat - Radijsstraat - Studentenlaan - Vindicatstraat - Wilgenlaan |